# Хоминське
Хо́минське — село в Україні, у Міловській селищній громаді Старобільського району Луганської області. Населення становить 83 осіб.
У 2020 році село було приєднане до Старобільського району.
У 2022 році в ході російсько-української війни село тимчасово окуповане росією. 
Відстань від центру громади становить 40 км; до районного центру - 125 км; до обласного центру - 189 км.  

## Населення
За даними перепису 2001 року населення села становило 83 особи, з них 91,57% зазначили рідною мову українську, а 8,43% — російську.